# Langues katukinanes
Ne doit pas être confondu la langue panoane katukina.
Les langues katukinanes sont une famille de langues amérindiennes d'Amérique du Sud, parlées dans le Sud de l'État d'Amazonas, au Brésil.

## Classification
- Le kanamarí (en)
- Le katawixí (en)
- Le peda djapá ou katukina (en)
- Le txunhaã djapá

En 2000, Willem F. H. Adelaar a relié les langues katukinanes à un autre groupe linguistique, celui de l’harakmbut du Pérou. Mais ce rapprochement ne fait pas l'unanimité de la communauté linguistique.